# Micardia quadrilinea
Micardia quadrilinea là một loài bướm đêm trong họ Noctuidae.